# فویلیانو ردیپویلیا
فویلیانو ردیپویلیا (به ایتالیایی: Fogliano Redipuglia) یک کومونه در ایتالیا است که در استان گوریتزیا واقع شده‌ است.

## خصوصیات
فویلیانو ردیپویلیا ۷٫۸ کیلومترمربع مساحت و ۲٬۷۹۷ نفر جمعیت دارد و ۲۳ متر بالاتر از سطح دریا واقع شده‌ است.